# ジフェニルビニルホスフィン
ジフェニルビニルホスフィン（英語: diphenylvinylphosphine）または、ビニルジフェニルホスフィン（英語: vinyldiphenylphosphine）は、化学式が  (C6H5)2PCH=CH2 で表される有機リン化合物である。空気に敏感な無色の固体で、錯体化学と均一系触媒における配位子の前駆体として使われる。

## 合成
クロロジフェニルホスフィンをビニルグリニャール試薬で処理することで合成する。